# Fernando Clavijo Cedrés
Fernando Caetano Clavijo Cedrés (Maldonado, Uruguay, 23 de enero de 1956-Fort Lauderdale, Florida, 8 de febrero de 2019) fue un futbolista uruguayo-estadounidense. 
Debutó como jugador en Atenas de San Carlos en 1973, equipo donde estuvo hasta 1978, para luego emigrar a tierras norteamericanas donde jugó en equipos como New York Apollo y New York United entre otros. En 1990 fue convocado por la selección mayor de Estados Unidos, con la cual jugó el Mundial de 1994 en dicho país donde se desempeñó en tres partidos bajo las órdenes de Bora Milutinovic. En 1998, también se desempeñó como Ayudante Técnico de la selección de Nigeria. Desde el 7 de marzo de 2012 hasta su fallecimiento, fue director técnico del FC Dallas y luego gerente deportivo, equipo de la Major League Soccer(Liga de Fútbol Profesional Norteamericana). 
Clavijo murió el 8 de febrero de 2019 en Fort Lauderdale, Florida a la edad de 63 años, después de cinco años con un diagnóstico de mieloma múltiple.

## Carrera como jugador
Debutó en primera división en el Atenas de San Carlos en 1973 donde estuvo hasta 1978,logrando dos Campeonatos de Clubes Campeones del Interior en 1975 y 1976. Luego emigró a los Estados Unidos donde jugó en el New York Apollo (1979) y en el New York United (1980).

Posteriormente jugó para varios equipos de la Major Indoor Soccer League como los New York Arrows (1981-1983), San Diego Sockers Indoor (1984-1988), Los Angeles Lazers (1988-1989) y el St. Louis Storm (1989-1992) donde terminó su carrera profesional. Tuvo un breve paso en la American Soccer League (2.ª división) en el Golden Bay Earthquakes (1983-1984).

### Selección de Estados Unidos
Su paso por el fútbol indoor no le impidió ser convocado a la selección absoluta de los Estados Unidos, con la que jugó 61 partidos entre 1990 y 1994. Fue convocado por primera vez el 21 de noviembre de 1990 con motivo de un partido amistoso ante la extinta URSS en Puerto España.
Con la selección disputó la Copa de Oro de 1991 donde fue campeón, la Copa Rey Fahd 1992, la Copa América 1993 y la Copa de Oro de 1993 (subcampeón).
Sin embargo su consagración como jugador internacional tuvo lugar durante la Copa Mundial de Fútbol de 1994, en Estados Unidos, torneo donde integró la lista de 22 jugadores convocados por el serbio Bora Milutinovic. Jugó tres partidos, el 22 de junio de 1994 ante Colombia (victoria 2-1); el 26 de junio ante Rumanía (derrota, 0-1) y el 4 de julio en octavos de final ante Brasil (derrota, 0-1). Este fue su último cotejo internacional, siendo expulsado en el min. 85.

#### Campeonatos disputados
| Torneo                          | Sede                    | Resultado                    |
| ------------------------------- | ----------------------- | ---------------------------- |
| Copa de Oro de la Concacaf 1991 | Estados Unidos          | Campeón                      |
| Copa Rey Fahd 1992              | Arabia Saudita          | 3° lugar                     |
| Copa América 1993               | Ecuador                 | Primera ronda                |
| Copa de Oro de la Concacaf 1993 | Estados Unidos / México | Subcampeón                   |
| Copa Mundial de Fútbol de 1994  | Estados Unidos          | Octavos de final (14° lugar) |

## Carrera como entrenador
Inició su carrera de entrenador en el fútbol indoor entrenando a su último equipo como jugador profesional, el St. Louis Storm. Ha dirigido a varios equipos de la Major League Soccer como los New England Revolution (2000-2002), los Colorado Rapids (2005-2008), el Miami FC (2009) y el FC Dallas desde 2012.
Fue asistente técnico de Bora Milutinovic, en la Selección nacional de Nigeria y posteriormente en los New York Red Bulls, en 1998.

### Selección de Haití
El 16 de octubre de 2003, fue nombrado por la Federación Haitiana de Fútbol, seleccionador nacional de Haití con la misión de llevar a los Grenadiers al Mundial de Alemania 2006. En la fase preliminar de dicho Mundial, Haití logró superar a Islas Turcas y Caicos (5-0, 2-0) antes de caer eliminada ante Jamaica (1-1, 0-3). Haití jugó sus partidos de local en la ciudad de Miami (Estados Unidos). La Federación haitiana puso fin a su contrato el 6 de octubre de 2004 tras la eliminación.
Presenta un balance estadístico equilibrado con Haití de 11 partidos jugados, 3 victorias, 5 empates, 3 derrotas, 20 goles anotados y 17 encajados.